# خاچک
خاچک، روستایی از توابع بخش کجور شهرستان نوشهر در استان مازندران در ایران است.

## آثار تاریخی
محوطه آفله یکی از آثار ملی ثبت شده ایران در نوشهر است که قدمت آن مربوط به دوره اشکانی (پارت) ـ ساسانی می‌باشد و در تاریخ ۱۳۸۱/۰۷/۰۷ به شماره ثبت ۶۲۷۱ در مجموعه آثار تاریخی ایران ثبت شده است.

### مشخصات
از مهم‌ترین محوطه‌های باستانی کجور تپه تاریخی آفله واقع در روستای خاچک از توابع بخش کجور است که جزء معدود محوطه‌های باستانی منطقه است که تاکنون در آن کاوش‌های باستان‌شناسی هم انجام شده است. این تپه تاریخی در شمال روستای خاچک و در ضلع شرقی جاده ارتباطی مابین کجور و روستاهای منطقه قرار دارد که در آن آثار یک کوره ذوب فلز مربوط به دوران اشکانی به دست آمده است. محوطه مذکور به شکل تپه کوچک و متصل به رشته کوه مشرف به روستای خاچک بوده و بیشتر سطح آن با قطعات سفال و سرباره –پسماند و باقیمانده از ذوب فلز در کوره- پوشیده شده است.
طی فعالیت‌های انجام گرفته باستان‌شناسی در این محوطه در سال ۱۳۹۰ به سرپرستی دکتر محمد قمری فتیده، آثار دیوار سنگی متعلق به دوره اشکانی و تعدادی سکه و اشیاء فلزی به دست آمد.
با توجه به شواهد سفالی به دست آمده از این محوطه، کاوشگران آن را به دوران اشکانی نسبت می‌دهند. این منطقه بخشی از تاریخ کشورمان را در دل خود جای داده است با این حال براساس تصمیم متولیان، پروژه راه‌سازی کلید خورد که طی اجرای آن جاده آسفالته از ضلع غربی محوطه و نیز راه خاکی قدیمی بر روی بلندی آن احداث شد که منجر به وارد شدن آسیب شدیدی به بافت تاریخی آن شده است. علاوه بر این مشکلات، رشد ساخت و سازهای روستای خاچک در بین این اثر تاریخی، تهدید دیگری برای آن به حساب می‌آید. از دوران اشکانی در منطقه کجور آثار معدودی مورد شناسایی و کاوش قرار گرفته که همین امر بر اهمیت این محوطه اضافه می‌کند و نیازمند توجه بیشتر از سوی متولیان است

### روایات تاریخی
محوطه آفله در ابتدای ورودی روستای خاچک واقع شده است. که خود شامل یک تپه از سلسه رشته کوه‌هایی که روستای خاچک در کوهپایه آن واقع شده می‌باشد.
این تپه باستانی در دوره‌های مختلفی مورد کاوش قرار گرفته که در نسخ خطی بجا مانده از دوره اشکانی به اهمیت استراتژیکی خاچک اشاره شده و نیز به واسطه آثار و بقایای بجا مانده از سنگ‌های این تپه باستانی که به رنگ سیاه و ذوب شده می‌باشد حکایت از بودن مرکز ساخت سلاح و زره و ادوات جنگی می‌دهد. 
آنگونه که از کتب قدیم بجا مانده خاچک را شهری پر رونق با ثروت فراوان و نیروی نظامی قوی عنوان کرده‌اند که منطقه وسیعی را زیر سلطه خود داشته و به واسطه قرارگیری در کوهپایه و حصار طبیعی کوه‌ها از گزند متجاوزین سالهای متمادی محصون مانده.
گفته شده چند قرن پیش به دلیل رانش یخچال‌های طبیعی در ارتفاعات بالا دست و سیل هولناکی منطقه را فرا گرفت که منجربه نابودی کامل شهر خاچک و شهر کجور و چندین آبادی متمدن دیگر گردید که تا چندین سال مردم از ترس جان خود در کوهپایه‌ها ساکن شدند و بعد از چندین سال کم‌کم دوباره به دشت‌ها برای کشاورزی برگشتند و…
گفته شده رونق شهر خاچک به واسطه قرارگیری در مسیر راه تجارتی به سمت تهران بوده که کاروانهای متعددی از این مسیر گذر می‌نمودند تا زمان دوره قاجار این مسیر برقرار بوده و اکنون کمتر آثاری از آن بجا مانده.
البته در حال حاضر یک راه مال رو از طریق روستای اَنگاس به سمت تهران موجود می‌باشد که بیشتر مورد توجه گروه‌های کوهنوردی، موتورسواری و دوچرخه کوهستان هست که هر ساله از این مسیر خود را از تهران به شمال می‌رسانند.

### مقالات علمی بررسی آفله
محوطه آفله در نزدیکی ضلع شمالی روستای خاچک، در دره میان کوهی کجور در جنوبی‌ترین بخش شهرستان نوشهر واقع شده است. این محوطه با توجه به شواهد به دست آمده مربوط به دوران اشکانی است.
این محوطه مشخصا کارگاهی مربوط به ذوب فلز است که به سبب وسعت زیاد اندکی بیشتر از ۵ هکتار می‌تواند یکی از اصلی‌ترین یا مهم‌ترین محوطه‌های ذوب فلز در منطقه از دوران اشکانی باشد. حجم بالایی از سرباره‌ها و دورریزهای صنعتی در این محوطه به خصوص در ضلع جنوبی و غربی به چشم می‌خورد. بر این اساس می‌توان به حجم بالای تولید محصولات متالوژی در این محوطه پی برد. سرباره‌های موجود در این محوطه به دو دسته متراکم و اسفنجی تقسیم می‌شود که رنگی تیره و مایل به سیاه دارند. حجم بیشتر این دورریزهای صنعتی بیشتر در بخش جنوبی تپه است. بر اثر برش جاده بخش‌هایی از بناهایی سنگی نیز در ضلع غربی محوطه به چشم می‌خورد. با انجام مطالعات ماکروسکوپی و میکروسکوپی سرباره‌های به دست آمده از محوطه مشخص شد که سرباره‌ها غنی از کانی‌های فایالیت و ووستیت هستند که اولی سیلیکات غنی از آهن و دومی اکسید آهن است. در بین این سرباره‌ها یک قطره فلزی (prill) نسبتاً درشت از فلز آهن نیز دیده شده که بخش زیادی از آن توسط اکسیدهای آهن ثانویه جایگزین شده است. این مشاهده نشان می‌دهد که احیای فلز آهن از کانسنگ آن، به روش غیرمستقیم تولید آهن کربن دار (فولاد یا چدن) بوده و جدایش آن از مذاب سیلیکاتی به احتمال زیاد در بیرون از کوره گداخت (furnace) صورت می‌گرفته است.

## جمعیت
این روستا در دهستان توابع کجور قرار دارد و براساس سرشماری مرکز آمار ایران در سال ۱۳۹۵، جمعیت آن ۲۱۱ نفر (حدود ۳۵ خانوار) بوده است. مردم خاچک از قومیت طبری هستند. مردم خاچک به زبان طبری با گویش کجوری سخن می‌گویند.